# Lecanophora ecristata
Lecanophora ecristata är en malvaväxtart som först beskrevs av Asa Gray, och fick sitt nu gällande namn av Antonio Krapovickas. Lecanophora ecristata ingår i släktet Lecanophora och familjen malvaväxter. Inga underarter finns listade i Catalogue of Life.